# قصه‌های چاپک
قصه‌های چاپک (چکی: Čapkovy povídky) یک فیلم درام به کارگردانی مارتین فریچ است که در سال ۱۹۴۷ منتشر شد.